# Cordillera Ilgachuz
La cordillera Ilgachuz es el nombre que se le da a un volcán en escudo extinto en la Columbia Británica, Canadá. No es una cadena montañosa en el sentido normal, porque se formó como un único volcán que ha sido erosionado durante los últimos 5 millones de años. Se encuentra en la meseta de Chilcotin, ubicada a unos 350 km al norte-noroeste de Vancouver y 30 km al norte del lago Anahim . El pico más alto de la cordillera es Far Mountain. La cadena alberga un ecosistema de pastizales único. Este tipo de pradera no se ha visto en ningún otro lugar del centro y el sur de Columbia Británica. El clima es fresco y seco, típico de las zonas más altas de la meseta Interior.
El río West Road, de 280 kilómetros de longitud, nace en la cordillera de Ilgachuz y fluye hacia el este hasta su confluencia con el río Fraser, entre Prince George y Quesnel. Drena un área de aproximadamente 12 000 km² y pierde más de 900 m de altitud antes de unirse al Fraser.

## Parque Provincial
Rodeando e incluyendo la cordillera se encuentra el Parque Provincial Itcha Ilgachuz, un parque de 112,000 hectáreas de paisaje único en West Chilcotin Uplands, mientras que Rainbow Range se encuentra en parte en el Parque Provincial Tweedsmuir South . El parque incluye accidentes geográficos volcánicos, entornos alpinos y sitios forestales salpicados de humedales .
El Parque Provincial de Itcha Ilgachuz es extremadamente remoto y no está transitado; las comunidades más cercanas son Anahim Lake, Alexis Creek, Nimpo Lake, Redstone y Nazko. El centro principal más cercano es Quesnel, situado a unos 200 km al este del parque.